# Коркунов, Александр Павлович
Александр Павлович Коркунов (18 (30) августа 1856, Остров Псковской губернии — 19 марта (1 апреля) 1913, Псков) — русский врач, терапевт. Крёстный отец и родной дядя Н. К. Рериха.

## Биография
Окончил в 1877 году Санкт-Петербургскую Ларинскую гимназию и поступил в Императорскую медико-хирургическую академию, из которой вышел врачом в 1882 году. После этого работал ординатором в клинике профессора Манассеина 2 года; из этой клиники перешёл в клинику профессора Кошлакова.
В 1884 году Коркунов защитил докторскую диссертацию по теме «О влиянии различных условий на выделение белка при нефрите». Следующие два года совершенствуется за границей. В 1887 году по возвращении из заграничной командировки был избран приват-доцентом (в 1887 году), а в 1890—1906 возглавлял кафедру медицинской диагностики и терапевтической факультетской клиники медицинского факультета Томского университета. Им напечатано несколько работ на русском и немецком языке, из которых особого внимания заслуживают «Упрощённый азотометрический способ определения мочевины и азота», произведенная совместно с профессором М. Г. Курловым.
Благодаря этой работе чрезвычайно облегчилась возможность исследования азотистого обмена у человека, что дало возможность появлению целого ряда диссертаций по этому важному вопросу. Из других работ можно указать «Об образовании чахоточных язв в гортани и об участии бугорчатых палочек в этом процессе» (1887), «Результаты лечения бугорчатки вдыханиями горячего воздуха по способу Weigert’а».
Смерть профессора наступила 19 марта (по ст. ст.) 1913 года в результате сердечного приступа, который случился с ним во время выборов в Псковскую городскую думу: «когда был закончен подсчёт шаров, выяснивший его избрание гласным…».